# 比尔·约翰斯顿
比尔·约翰斯顿（英語：Bill Johnston，1894年11月2日—1946年5月1日），美国男子网球运动员。他曾获得温布尔登网球锦标赛男子单打冠军，美国网球公开赛的男子单打冠军、男子双打冠军及混合双打冠军。